# ورغنزا
ورغنزا هي بلدة في مقاطعة كتاب في ولاية قشقداريا في أوزبكستان.